# Chilochroma yucatana
Chilochroma yucatana là một loài bướm đêm trong họ Crambidae.